# ジャンニ・モスコン
ジャンニ・モスコン (Gianni Moscon 1994年4月20日 - ) はイタリア、トレント出身の自転車競技選手。

## 様々な問題行動
これまで競技上の重大な反則から人種差別発言や暴力沙汰まで様々な問題行動を毎年の様に起こしている。
人種差別による出場停止
2017年のツール・ド・ロマンディにおいて、アフリカ系フランス人選手のケヴィン・レザを人種差別発言で侮蔑し、チーム・スカイから6週間の出場停止の処分を受けた。スカイは再び人種差別を繰り返せば契約を解除する、としている。
2017年の世界選手権で反則行為による失格
2017年のUCI世界選手権・男子ロードレースにイタリア代表チームとして出場した。結果は最後から二番目の周回で落車したものの、マッテオ・トレンティンのリードアウト役を担い29位でフィニッシュした。
しかし、落車の後に「あり得ないスピード」で集団に復帰したことからビデオ検証を行ったところ、チームカーによって必要以上に牽引されていたことが発覚した。そこでUCIはモスコンを失格処分とした。
同様の反則で失格となったものとしては2015年のブエルタ・ア・エスパーニャで失格となったヴィンチェンツォ・ニバリの例などがある。
暴力行為によりツール・ド・フランスを失格
2018年のツール・ド・フランスの第15ステージにおいては、フォルテュネオ・サムシックのエリー・ジェベールを殴打し、大会主催者から失格処分を受けた。更にUCIから5週間の資格停止処分を科された。
落車に怒り、自転車を投げつけて失格
2020年のクールネ〜ブリュッセル〜クールネで落車に巻き込まれた際、怒りに任せて同じく落車したB＆Bホテルズ・ヴィタルコンセプトのイェンス・デビュシェールに対して自らが乗っていたロードバイクを投げつけた。この事態に大会側はレース中にモスコンに対して失格を言い渡した。
この裁定に怒ったモスコンは自身のゼッケンをむしり取って投げ捨てている。
なお、デビュシェールが落車を誘発したわけではなく、モスコン同様に巻き込まれただけである。

## 主な戦績
2016
アークティック・レース・オブ・ノルウェー 総合優勝
 新人賞
区間1勝 (Stage 3)
セッティマーナ・インテルナツィオナーレ・ディ・コッピ・エ・バルタリ 総合3位
2017
イタリア選手権
個人タイムトライアル　優勝
ロードレース　5位
世界選手権自転車競技大会ロードレース
 チームタイムトライアル　3位（チーム・スカイ）
個人タイムトライアル　6位
ジロ・ディ・ロンバルディア 3位
パリ〜ルーベ 5位
2018
クリテリウム・デュ・ドフィネ 区間優勝（第3ステージ、チームタイムトライアル）
コッパ・アゴストーニ　優勝
ジロ・ディ・トスカーナ　優勝
 イタリア選手権　優勝（個人タイムトライアル）
ツアー・オブ・広西　 総合優勝、 新人賞（第5ステージ優勝）
2019
世界選手権自転車競技大会ロードレース 4位
2021
ツアー・オブ・ジ・アルプス 区間2勝（第1、第3ステージ）
グラン・プレミオ・ディ・ルガーノ 優勝

### グランツールの総合成績
| グランツール               | 2016 | 2017 | 2018 | 2019 | 2020 |
| -------------------------- | ---- | ---- | ---- | ---- | ---- |
| ジロ・デ・イタリア         | —    | —    | —    | —    | —    |
| ツール・ド・フランス       | —    | —    | 失格 | 84   | —    |
| ブエルタ・ア・エスパーニャ | —    | 27   | —    | —    | —    |